# Pleurocera ampla
Pleurocera ampla е вид коремоного от семейство Pleuroceridae. Видът е критично застрашен от изчезване.

## Разпространение
Видът е ендемичен за Алабама, САЩ.